# Проклета је Америка
Проклета је Америка је југословенски омнибус филм из 1992. године.